# 石蒜綿粉介殼蟲
石蒜綿粉介殼蟲（学名：Phenacoccus solani）为粉介殼蟲科綿粉介殼蟲屬下的一个种。